# Тоба (княжество)
Княжество Тоба (яп. 鳥羽藩 Тоба-хан) — феодальное княжество (хан) в Японии периода Эдо (1600—1871). Тоба-хан располагался в провинции Сима (современная префектура Миэ) на острове Хонсю.

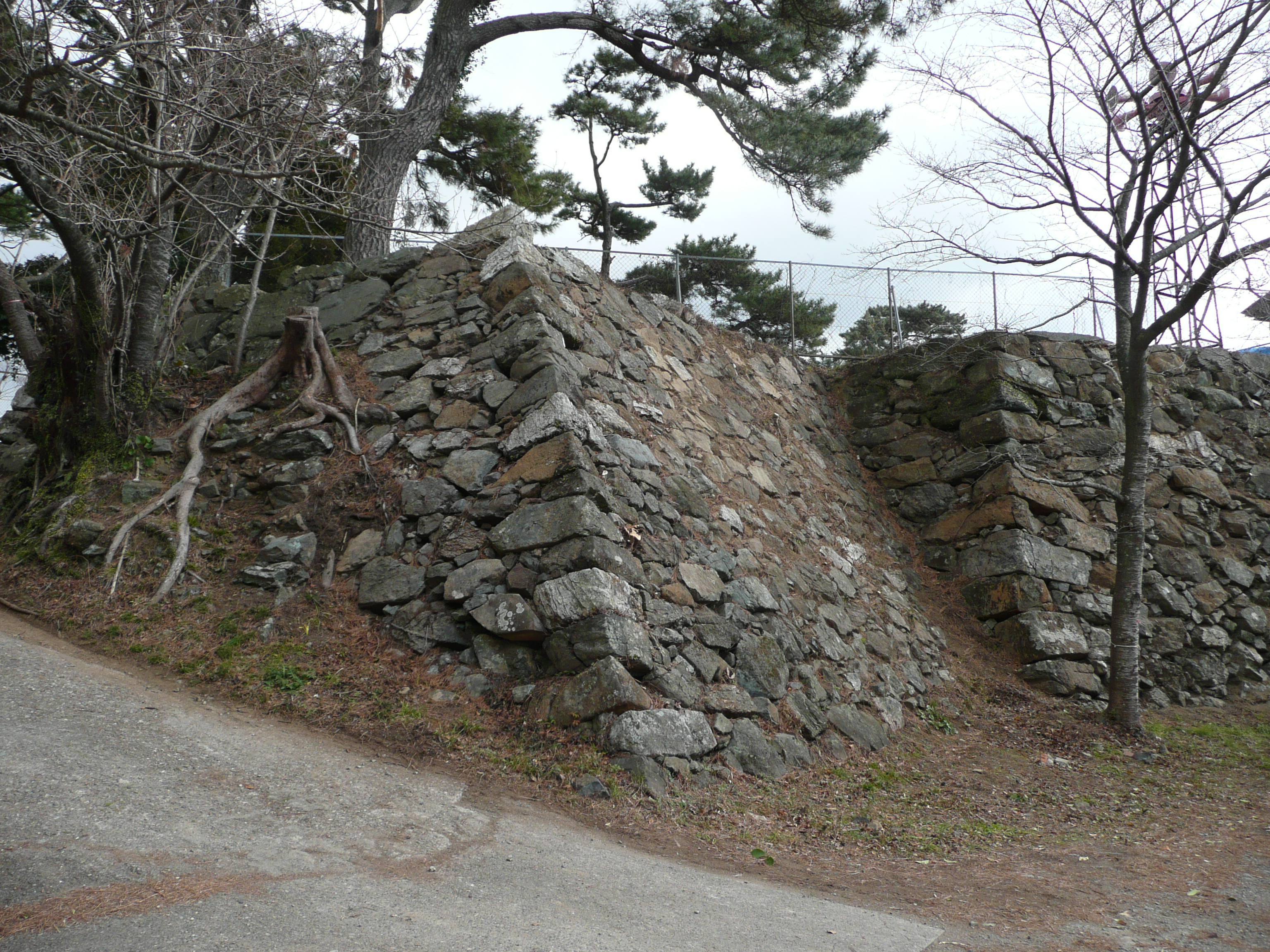
Остатки крепостных стен замка Тоба

Административный центр хана: Замок Тоба (современный город Тоба в префектуре Миэ).
Доход хана:
- 1600—1632 годы — 35 000 коку риса
- 1633—1680 годы — 35 000 коку
- 1681—1691 годы — 70 000 коку риса
- 1691—1710 годы — 60 000 коку
- 1710—1717 годы — 50 000 коку риса
- 1717—1725 годы — 70 000 коку
- 1725—1871 годы — 30 000 коку риса

## История
В период Сэнгоку, большая часть провинции Сима попала под контроль Куки Ёситаки (1542—1600), сторонника Ода Нобунага, который имел военный флот и контролировал морские перевозки залива Исэ. Представители рода куки сражалась в битве при Сэкигахаре с обеих сторон (Куки Ёситака нас тороне западной коалиции, лояльной Тоётоми Хидэёри, а его сын Куки Моритака в состав восточной коалиции под командованием Токугава Иэясу).
После создания сёгуната Токугава Куки Моритака (1573—1632) получил во владение домен Тоба-хан, первоначально с доходами 35,000 коку. В 1632 году его сын и преемник, Куки Хисатака (1617—1649), был переведен из Тобы в Санда-хан в провинции Сэтцу (55 000 коку).
В 1633—1680 годах Тоба-ханов управлял род Найто (фудай-даймё). Первым правителем Тоба-хана стал Найто Тадасигэ (1586—1653). В 1653 году ему наследовал его старший сын Найто Тадамаса (1615—1673), затем его внук, Найто Тадакацу (1655—1680). умерший бездетным.
В 1680—1681 годах княжество Тоба находилось под непосредственным контролем сёгуната Токугава. В 1681 году в Тоба-хан был переведен Дои Тосимаса (1650—1713), ранее правивший в ханах Симоцума (1658—1675) и Кога (1675—1681). В 1961 году Дои Тосимаса был переведен из Тоба-хана в Карацу-хан в провинции Хидзэн (1691—1713).
В 1691—1710 годах княжеством управлял Мацудайра Норисато (1686—1746), который в 1690—1691 годах сидел в Карацу-хане. В 1710 году Мацудайра Норисато был переведен в Камеяма-хан в провинции Исэ (1710—1717).
С 1710 по 1717 год в Тоба-хане правил Итакура Сигехару (1697—1724), который в 1709—1710 годах княжил в Камеяма-хане. В 1717 году Итакура Сигехару был возвращен в Камеяма-хан.
В 1717 году в Тоба-хан был переведен Мацудайра Мицутика (1712—1732), в 1717 году правивший в Ёдо-хане в провинции Ямасиро. В 1725 году он получил во владение Мацумото-хан в провинции Синано (1725—1732).
В 1725 году новым владельцем Тоба-хана стал Инагаки Теруката (1698—1753), ранее правивший в Карасуяма-хане в провинции Симоцукэ (1710—1725). Его потомки управляли доменом Тоба-хан вплоть до Реставрации Мэйдзи.
Во время Войны Босин Инагаки Нагаюки, 7-й даймё Тоба-хана (1866—1868), сохранил верность сёгунату Токугава и после победы императорского правительства Мэйдзи был оштрафован на большую сумму и вынужден был отречься от власти. Его сын и преемник Инакаги Нагахиро, последний (8-й) даймё Тоба-хана (1868—1871), стал губернатором своего княжества, а позднее получил титул виконта (сисяку).
В июле 1871 года Тоба-хан был ликвидирован. На территории бывшего княжества вначале была создана префектура Тоба, которая в ноябре 1871 года была соединена с префектурой Ватарай, которая позднее стала частью префектуры Миэ.

## Список даймё
- Род Куки (тодзама) 1597—1632

| # | Имя и годы жизни                         | Годы правления | Титул          | Ранг                    | Кокудара               |
| - | ---------------------------------------- | -------------- | -------------- | ----------------------- | ---------------------- |
| 1 | Куки Моритака (1573-1632) (яп. 九鬼守隆) | 1597-1632      | Нагато-но-ками | Пятый нижний (従五位下) | 35,000 коку риса       |
| 2 | Куки Хисатака (1617-1649) (яп. 九鬼久隆) | 1632-1632      | Ямато-но-ками  | Пятый нижний (従五位下) | 35,000 --> 56,000 коку |

- Род Найто (фудай) 1633—1680

| # | Имя и годы жизни                          | годы правления | Титул          | Ранг                    | Кокудара         |
| - | ----------------------------------------- | -------------- | -------------- | ----------------------- | ---------------- |
| 1 | Найто Тадасигэ (1586-1653) (яп. 内藤忠重) | 1633-1653      | Сима-но-ками   | Пятый нижний (従五位下) | 35,000 коку риса |
| 2 | Найто Тадамаса (1615-1673) (яп. 内藤忠政) | 1653-1673      | Хидэ-но-ками   | Пятый нижний (従五位下) | 35,000 коку      |
| 3 | Найто Тадакацу (1655-1680) (яп. 内藤忠勝) | 1673-1680      | Идзуми-но-ками | Пятый нижний (従五位下) | 35,000 коку риса |

- Род Дои (фудай) 1681—1691

| # | Имя и годы жизни                        | Годы правления | Титул        | Ранг                    | Кокудара    |
| - | --------------------------------------- | -------------- | ------------ | ----------------------- | ----------- |
| 1 | Дои Тосимаса (1650-1713) (яп. 土井利益) | 1691-1710      | Суво-но-ками | Пятый нижний (従五位下) | 70,000 коку |

- Род Огю-Мацудайора (фудай) 1691—1710

| # | Имя и годы жизни                              | Годы правления | Титул          | Ранг                        | Кокудара         |
| - | --------------------------------------------- | -------------- | -------------- | --------------------------- | ---------------- |
| 1 | Мацудайра Норисато (1686-1746) (яп. 松平乗邑) | 1691-1710      | Идзуми-но-ками | Четвертый нижний (従四位下) | 60,000 коку риса |

- Род Итакура (фудай) 1710—1717

| # | Имя и годы жизни                            | Годы правления | Титул         | Ранг                        | Кокудара    |
| - | ------------------------------------------- | -------------- | ------------- | --------------------------- | ----------- |
| 1 | Итакура Сигехару (1697-1724) (яп. 板倉重治) | 1710-1717      | Тамба-но-ками | Четвертый нижний (従四位下) | 50,000 коку |

- Род Тода-Мацудайра (фудай) 1717—1725

| # | Имя и годы жизни                              | Годы правления | Титул         | Ранг                    | Кокудара         |
| - | --------------------------------------------- | -------------- | ------------- | ----------------------- | ---------------- |
| 1 | Мацудайра Мицутика (1712-1732) (яп. 松平光慈) | 1717-1725      | Тамба-но-ками | Пятый нижний (従五位下) | 70,000 коку риса |

- Род Инагаки (фудай) 1725—1871

| # | Имя и годы жизни                            | Годы правления | Титул          | Ранг                    | Кокудара         |
| - | ------------------------------------------- | -------------- | -------------- | ----------------------- | ---------------- |
| 1 | Инагаки Теруката (1698-1753) (яп. 稲垣昭賢) | 1725-1752      | Синано-но-ками | Пятый нижний (従五位下) | 30,000 коку риса |
| 2 | Инагаки Терунага (1731-1790) (яп. 稲垣昭央) | 1752-1773      | Цусима-но-ками | Пятый нижний (従五位下) | 30,000 коку      |
| 3 | Инагаки Нагамоти (1749-1823) (яп. 稲垣長以) | 1773-1794      | Сэтцу-но-ками  | Пятый нижний (従五位下) | 30,000 коку риса |
| 4 | Инагаки Нагацугу (1771-1819) (яп. 稲垣長続) | 1794-1818      | Цусима-но-ками | Пятый нижний (従五位下) | 30,000 коку      |
| 5 | Инагаки Нагаката (1807-1847) (яп. 稲垣長剛) | 1818-1842      | Цусима-но-ками | Пятый нижний (従五位下) | 30,000 коку риса |
| 6 | Инагаки Нагааки (1830-1866) (яп. 稲垣長明)  | 1842-1866      | Сэтцу-но-ками  | Пятый нижний (従五位下) | 10,000 коку      |
| 7 | Инагаки Нагаюки (1851-1868) (яп. 稲垣長行)  | 1866-1868      | Сэтцу-но-ками  | Пятый нижний (従五位下) | 30,000 коку риса |
| 8 | Инагаки Нагахиро (1854-1920) (яп. 稲垣長敬) | 1868-1871      | Цусима-но-ками | Пятый нижний (従五位下) | 10,000 коку      |